# Gunther von Hagens
Gunther von Hagens (nacido Gunther Gerhard Liebchen) es un artista y científico alemán nacido el 10 de enero de 1945 en Alt-Skalden, cerca de Kalisz (Polonia), entonces parte de Alemania.
A los 21 años fue miembro del Partido Comunista de la, en otro tiempo, República Democrática Alemana hasta su encarcelación por participar en las protestas de 1968. Tres años antes, estudió Medicina en la Universidad de Jena. Posteriormente emigró como refugiado a la República Federal Alemana, en Heidelberg para luego continuar con sus estudios médicos.
Sobre el 1977, asume el cargo de colaborador científico del Instituto de Anatomía y Biología de esta ciudad, donde realiza varios experimentos químicos para luego llegar a crear el proceso de Plastinación, en la cual se extrae el agua de un cuerpo con acetona fría y luego se sustituye por una solución plástica endurecible. Para ese proceso requirió estudios muy complejos hasta llegar a plastinar su primer cuerpo humano en 1990.
En 1993, crea el Instituto de Plastinación de Heidelberg y trece años antes, la empresa BIODUR para la creación y distribución de aparatos concebidos para la plastinación. Sus cuerpos preparados con este método causan asombro y polémica en el mundo de hoy. Dio numerosas giras por algunos países del mundo dando a conocer la plastinación. Actualmente construye el Plastination City en Dalian, China.[cita requerida]
Su trabajo constituye un aporte al arte y a la medicina, al dar a conocer el cuerpo humano presuntamente como es, sensibilizando a los interesados en observar su labor, una mejor comprensión de la salud y la anatomía (labor que no ha estado libre de controversias por los sectores más conservadores). También plastinó animales como perros y algunos mamíferos marinos. Pero no es el único en que ilustra el cuerpo: Leonardo da Vinci y Andrés Vesalio, entre otros, dieron sus aportes y conocimientos de la anatomía humana a través de la historia científica de la humanidad. Por eso Von Hagens desea que su trabajo sea valorado por todos sin que cause repulsión al conocer como es el cuerpo. Hasta ahora más de veinticinco millones de personas han visto sus trabajos de exposición.
En el año 2005 desarrolló un programa de 4 episodios para el "Channel 4" de Gran Bretaña llamado "Anatomy For Beginners" (anatomía para principiantes), con fines puramente educativos.
Recientemente colabora con la artista Lady Gaga para que exponga su arte en algunos de sus conciertos.